# Гаманумида дедал
Гаманумида дедал (лат. Hamanumida daedalus) — вид бабочек, представитель монотипного рода Гаманумида (Hamanumida) из подсемейства ленточников и пеструшек (Limenitinae) семейства нимфалид (Nymphalidae).

## Распространение
Этот вид встречается на обширной территории Африки, а именно в ЮАР (Трансвааль, Квазулу-Натал), Эсватини, Мозамбике, Зимбабве, Замбии, Ботсване, в странах Экваториальной Африки и на Аравийском полуострове.

## Питание
Кормовым растений для гусениц является комбретум бархатнолистный (Combretum molle).